# 日沖昭
日沖 昭（ひおき あきら、1942年3月3日 - ）は日本の実業家。第二電電（現KDDI）代表取締役社長や、KDDI顧問、電気通信事業者協会会長などを務めた。

## 人物・経歴
愛知県出身。1965年名古屋工業大学工学部卒業、京都セラミック（現京セラ）入社。1982年京セラ川崎事業所長。1986年第二電電（現KDDI）取締役総務企画本部副本部長兼総務部長。1993年常務取締役。1995年取締役副社長兼ディーディーアイ東京ポケット電話代表取締役社長。1997年代表取締役副社長。1998年代表取締役社長。1999年電気通信事業者協会会長。同年取締役相談役。KDDI監査役を経て、2007年KDDI顧問。